# دانشگاه پزشکی پیونگ‌یانگ

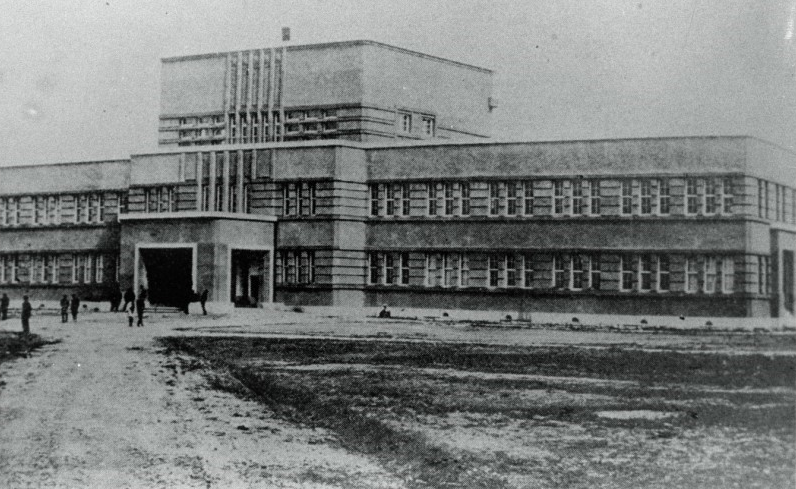
دانشگاه پزشکی پیونگ یانگ، کره شمالی - ۱۹۳۱

دانشگاه پزشکی پیونگ‌یانگ (به لاتین: Pyongyang Medical University) یک دانشگاه دولتی و دانشکده پزشکی در کره شمالی است که در پیونگ‌یانگ واقع شده‌است.